# توری مش
توری مِش (به انگلیسی: mesh wire reinforcing) که به آن توری جوشی هم گفته می‌شود، از جمله توری‌های فلزی پرکاربرد است. قابل ذکر است اسم توری مش نام غلطی است که با تکرار کلمه توری یکبار به فارسی و بار دیگر به انگلیسی معنی توری توری را می‌دهد. این محصول از جوش دادن چند میل گرد آجدار به یکدیگر یا میلگردهای ساده به یکدیگر ساخته می‌شود. از طرفی ممکن است دسته‌ای از این توری‌ها از مفتول گالوانیزه نیز ساخته شوند. با وجود کاربرد متفاوت ممکن است عده ای توری مش را با توری سرندی اشتباه بگیرند در صورتی که توری سرندی از جوش دادن مفتول و توری مش از جوش دادن میل گرد ساخته می‌شود.
استفاده از توری استیل در بسیاری از بخش‌ها و صنایع از جمله ساختمان‌ها، صنایع نفت و گاز، صنایع شیمیایی، صنایع خودروسازی، و همچنین در زمینه‌های مختلف محافظتی و دکوراتیو، بسیار متداول است. به دلیل خواص مکانیکی بالا و مقاومت در برابر شرایط محیطی مختلف، توری استیل به عنوان یک راهکار مؤثر برای محافظت، تقویت، یا تزئین ساختمان‌ها و اماکن مختلف مورد استفاده قرار می‌گیرد.

#### ویژگی توری مش:
توری جوشی، به نوعی توری گفته می‌شود که نوعی شبکه مشبک فلزی است. به منظور تولید این توری از میلگرد ساده یا میلگرد آجدار استفاده می‌شود. همچنین محصول پایه برای تولید این توری مفتول گالوانیزه نیز هست. این محصول در سه نوع پنلی، آجدار و فولادی عرضه می‌گردد. برای تولید این توری از مفتول‌هایی با ضخامت مختلف استفاده می‌شود. در واقع ضخامت مفتول بکار رفته در تولید این محصول، با توجه به نوع مصرف پانل مشی در شکل‌های مختلف از جمله دیوار باربر، سقف و پارتیشن انتخاب می‌شود.
کاربرد اصلی توری مش در صنعت ساختمانی است. چرا که در مسلح کردن بتن فوندانسیون نقش بسیار مهمی دارد. چشمه‌های این توری معمولاً به شکل مربع است. در بیان ویژگی‌های دیگر این محصول باید بگوییم که نوع بافت مفتول به یکدیگر برای ساخت آن با توری حصاری، توری مرغی و توری گابیون کاملاً متفاوت است. برای تولید توری جوشی، مفتول‌ها به صورت نقطه‌ای جوش داده می‌شوند.
این محصول به دو صورت رول یا برگی به بازار عرضه می‌گردد. در واقع مش جوشی رولی از مفتول‌های آهنی با ضخامت ۲٫۳ سانتی‌متر تا ۵ و نوع برگی یا ورقی نیز در ابعاد ۱ در ۲ متر با میلگردهای ۴ و ۶ میلی‌متر تولید می‌گردد.

#### کاربرد توری مش:
توری مش به دلیل استحکام و قدرتی که دارد در صنایع گوناگون مورد استفاده قرار می‌گیرد. کاربرد اصلی توری مش در صنعت راه و ساختمان است. مش در ساخت تونل‌ها، سیلو، کانال آب، فوندانسیون و مسلح سازی بتن کاربرد دارد و باعث انعطاف و تحمل فشار بتن می‌شود.

#### مشخصات فنی توری مش:
به‌طور کلی این محصول با عرض ۱۰۰ تا ۲۵۰ سانتی‌متر تولید می‌شود. طول استاندارد آن‌ها نیز ۱ تا ۹ متر است. شکل چشمه‌های این محصول در زمان تولید شبیه به مربع و مستطیل می‌شود. ابعاد آن نیز بین ۸ تا ۴۰ سانتی‌متر متغیر است. به منظور تولید آن از مفتول‌هایی با قطر ۴ تا ۱۲ میلی‌متر استفاده می‍شود.
به‌طور کلی تولید مش جوشی، در ابعاد ۲٫۲۰ در ۶ و با میلگردهای ۶٬۸٬۱۰٬۱۲ تولید می‌گردد. چشمه‌ها نیز در ابعاد ۵ تا ۴۰ بوده و با مفتول‌هایی در ۸و۶٬۳٬۲ ساخته می‌شود. رایج‌ترین و مهم‌ترین نوع مش جوشی در بازار برای ساخت‌وساز نوعی است که با میلگرد ۶ ساده و چشمه‌های ۱۰ در ۱۰، ۱۵ در ۱۵ و ۲۰ در ۲۰ تولید می‌گردد .

#### عملکرد پایداری توری سیمی در سازه‌های بتن
نتایج آزمایش‌ها نشان داده که بتن مسلح‌شده با توری‌های فولادی به طور کلی مقاومت بیشتری در برابر بارهای خمشی اعمال‌شده از خود نشان می‌دهد. ظرفیت جذب انرژی با افزایش تعداد لایه‌ها بیشتر شد. با این حال، مقاومت فشاری بتن با افزودن و افزایش تعداد لایه‌های توری فولادی کاهش یافت که این امر به عواملی مانند پیوند بین‌سطحی، جدایش سنگدانه‌ها، افزایش تخلخل، تعامل مش‌ها، کاهش مقدار مواد سیمانی، ایجاد ترک‌ها و مسیرهای شکست مرتبط است.
با این وجود، مشخص شد که مکانیسم شکست در آزمایش ها، شکل‌پذیر بوده و ماهیت شکست شکل‌پذیر در فروسمنت مش فولادی باعث بهبود کنترل ترک، افزایش جذب انرژی، دوام، افزونگی سازه‌ای و قابلیت تعمیر می‌شود. این ویژگی‌ها فروسمنت مش فولادی را برای کاربردهای متنوع ساختمانی که به تاب‌آوری، شکل‌پذیری و عملکرد بلندمدت نیاز دارند، مناسب می‌سازد.
بر اساس نتایج آزمایش‌ها، جمع‌بندی زیر ارائه شده است:
- استفاده از توری فولادی به‌عنوان آرماتور اضافی در تیر، رفتار خمشی آن را با توزیع نیرو در مقطع بهبود می‌بخشد.
- نسبت به تیر کنترل، ظرفیت لنگر نهایی تیرها به‌ترتیب به‌طور میانگین 280.85٪، 197.9٪ و 123.5٪ با افزودن یک لایه توری شش‌ضلعی (مرغی)، توری جوش‌خورده مربعی و توری فلزی کشیده‌شده افزایش یافت. در نتیجه، توری مرغی عملکرد بهتری نسبت به سایر مش‌ها داشت.
- استفاده از توری فولادی تأثیر قابل‌توجهی بر الگوی ترک در تیرهای بتن مسلح دارد؛ از جمله تأخیر در ایجاد ترک، افزایش تعداد ترک‌ها و کاهش عرض آنها. این امر موجب بهبود یکپارچگی سازه‌ای و افزایش دوام و قابلیت بهره‌برداری تیرها شده و در نهایت به ایمنی و قابلیت اطمینان سازه‌های بتن مسلح کمک می‌کند.
- مکانیسم شکست در نمونه‌های مکعبی، به‌دلیل وجود توری فولادی، شکل‌پذیر بود.
- ظرفیت جذب انرژی بتن مسلح‌شده با توری فولادی به‌طور قابل‌توجهی بهبود یافت.

## چگونگی تولید توری مش (مش جوشی):
دو نوع متداول توری فلزی وجود دارد:
1. توری مش جوش‌خورده (Welded Wire Mesh)
2. توری مش بافته‌شده (Woven Wire Mesh)

### توری مش جوش‌خورده
توری مش جوش‌خورده از ردیف‌ها و ستون‌هایی از سیم‌های موازی تشکیل شده که در محل تقاطع به یکدیگر جوش می‌خورند. پس از کشیده‌شدن سیم‌ها تا قطر موردنظر، آن‌ها به دستگاهی تغذیه می‌شوند که چندین ردیف سیم را در محل تقاطع جوش می‌دهد.
هنگامی که توری از دستگاه عبور می‌کند، یک خط موازی از جوش‌ها به‌طور هم‌زمان در محل برخورد خطوط عمود بر هم ایجاد می‌شود. سپس تقاطع بعدی سیم‌ها وارد دستگاه شده و جوش داده می‌شود. این روند ادامه می‌یابد تا همه ردیف‌ها به هم متصل شوند.
این دستگاه معمولاً از مقاومت الکتریکی به‌عنوان منبع حرارت برای جوشکاری استفاده می‌کند. هرچند روش‌های دیگر جوش نیز ممکن است به کار روند، این روش معمولاً اقتصادی‌تر است. وقتی توری به طول دلخواه برسد، با قیچی صنعتی بریده می‌شود و یک ورق صاف و سخت از توری جوش‌خورده حاصل می‌گردد.

### توری مش بافته‌شده
توری مش بافته‌شده دارای آرایشی از سیم‌های متقاطع است، شبیه به پارچه بافته‌شده. معمولاً، سیم‌ها به‌صورت یکی در میان، از روی و زیر سیم‌های عمود بافته می‌شوند و یک ورق پایدار ایجاد می‌کنند. این الگو بافت ساده (Plain Weave Mesh) نام دارد.
برای کاربردهایی که به ورق انعطاف‌پذیرتر نیاز دارند، از بافت جناغی (Twill Weave) استفاده می‌شود. در این روش، سیم از روی دو سیم عمود عبور کرده و سپس از زیر دو سیم عمود بعدی رد می‌شود، و این الگو ادامه می‌یابد.
در این نوع توری، جوش وجود ندارد. سیم‌ها وارد دستگاهی شبیه به دستگاه بافندگی (Loom) می‌شوند که سیم صاف را مطابق الگوی انتخابی عبور می‌دهد. سپس سیم‌ها خم شده و در جهت مخالف قرار می‌گیرند و سیم صاف بعدی وارد الگو می‌شود. این فرآیند تا رسیدن به ابعاد موردنظر ادامه یافته و در نهایت ورق توری به اندازه دلخواه بریده می‌شود.
- توری حصاری | فنس چیست؟ آشنایی با سازه‌ای ساده اما کاربردی
- How Is Wire Mesh Made?